# 田中利明 (政治家)
田中 利明（たなか としあき、1951年（昭和26年）5月13日 - ）は、日本の政治家。元大分県佐伯市長（2期）。元大分県議会議員（5期）、元佐伯市議会議員（4期）。

## 経歴

### 生い立ち
大分県佐伯市出身。1971年（昭和46年）3月、大分県立佐伯鶴城高等学校卒業。1975年（昭和50年）3月、宮崎大学農学部卒業。
1983年（昭和58年）4月、旧佐伯市議会議員選挙に立候補し初当選。4期連続当選。1999年（平成11年）4月、大分県議会議員選挙に立候補し初当選。
2002年（平成14年）11月、佐伯市長の小野和秀が任期途中で死去。これに伴って同年12月22日に行われた市長選挙に立候補するも、元市長の佐藤佑一に敗れ落選。
2003年（平成15年）の県議選に無所属で出馬し2期目の当選を果たす。2007年（平成19年）の県議選は自由民主党公認で3選。通算5回目の当選後の2015年（平成27年）5月14日、大分県議会議長に就任した。
2017年（平成）4月2日告示、4月9日執行の佐伯市長選挙にて無投票で初当選した。4月17日、市長就任。
2021年（令和3年）1月13日、体調不良で前日に早退した副市長の阿部邦和はPCR検査を受診。新型コロナウイルスに感染していたことが判明した。そのため田中ともう一人の副市長の菅隆久も検査を受けたが、陰性だった。

### 2021年佐伯市長選挙と副市長2人の逮捕
2021年（令和3年）4月11日投開票の佐伯市長選挙に自民党の推薦を得て立候補。元市議の冨高国子、元市議会議長の三浦渉、日本維新の会公認を受けた江藤健続の新人3候補を下し、再選した。
※当日有権者数：59,352人 最終投票率：66.88%（前回比：pts）
| 候補者名 | 年齢 | 所属党派     | 新旧別 | 得票数   | 得票率 | 推薦・支持         |
| -------- | ---- | ------------ | ------ | -------- | ------ | ------------------ |
| 田中利明 | 69   | 無所属       | 現     | 17,240票 | 43.95% | （推薦）自由民主党 |
| 冨高国子 | 64   | 無所属       | 新     | 12,970票 | 33.06% |                    |
| 三浦渉   | 72   | 無所属       | 新     | 5,545票  | 14.13% |                    |
| 江藤健続 | 47   | 日本維新の会 | 新     | 3,474票  | 8.86%  |                    |

再選12日後の4月23日、大分県警は、告示前に市職員に選挙運動したとして、公選法違反（事前運動、公務員の地位利用）の疑いで副市長の菅隆久を逮捕した。複数の関係者の証言により、菅が応援したのは田中であることが明らかとされた。市職員の労働組合は冨高国子を支援したため、菅は労組に加入していない市幹部らに支持を広げようとしていたという。田中は同日、市役所で記者会見し、自身の関与や指示について「私は知らない」と否定した。4月30日、菅は副市長を辞職。5月9日、副市長の阿部邦和はコロナ感染から回復するも、任期満了により退任。
同年5月13日、大分県警は、菅と阿部を公選法違反の疑いで逮捕。菅は2度目の逮捕。なお、田中が県議会議長を務めていたときの県議会事務局長が阿部だった。6月4日、大分区検察庁は2人を公選法違反の罪で略式起訴し、大分簡易裁判所は菅前副市長に対して罰金50万円、阿部前副市長に対して罰金30万円の略式命令を出した。
市が設置した調査委員会が2021年8月に市に提出した調査報告書で、前副市長2人の依頼に応じて、管理職75人が現職の支援とりまとめに関与したと認定された。市は、3月当時に管理職で現在も市に在籍する67人を文書訓告などの処分にすると発表した。

### 2025年佐伯市長選挙
2025年（令和7年）4月13日投開票の佐伯市長選挙は田中のほか、元市議の冨高国子、前市議の高橋圭一、国民民主党の推薦を得た前市議の山野内眞人の4人が立候補し、田中は3番目の得票数で落選した。
※当日有権者数：55,103人 最終投票率：62.54%（前回比：4.34pts）
| 候補者名   | 年齢 | 所属党派 | 新旧別 | 得票数   | 得票率 | 推薦・支持         |
| ---------- | ---- | -------- | ------ | -------- | ------ | ------------------ |
| 冨高国子   | 68   | 無所属   | 新     | 10,921票 | 32.13% |                    |
| 高橋圭一   | 58   | 無所属   | 新     | 10,322票 | 30.37% |                    |
| 田中利明   | 73   | 無所属   | 現     | 8,577票  | 25.24% |                    |
| 山野内眞人 | 69   | 無所属   | 新     | 4,165票  | 12.26% | （推薦）国民民主党 |